# Lijst van burgemeesters van Kethel en Spaland
Dit is een lijst van burgemeesters van Kethel en Spaland, een voormalige gemeente in de provincie Zuid-Holland die in 1941 in de gemeente Schiedam is opgegaan.
| Ambtsperiode           | Naam burgemeester                           | Partij of stroming | Bijzonderheden |
| ---------------------- | ------------------------------------------- | ------------------ | --- |
| 1829 - 1850            | Adriaan de Groot                            |                    | |
| 1850 - 1854            | Laurentius (L.) Knappert                    |                    | tevens burgemeester van Nieuwland, Kortland en 's-Graveland (sinds 1844), Vlaardinger-Ambacht (1852-1853) en Zouteveen (1852-1853), later burgemeester van Schiedam |
| 1854 - 1858            | B. van Pelt                                 |                    | tevens burgemeester van Nieuwland, Kortland en 's-Graveland welke gemeente in 1855 opging in Kethel en Spaland                                                      |
| 1858 - 1867            | A.W.C. Domis                                |                    | |
| 1867 - 1882            | Johan George van Linden van den Heuvell     |                    | tevens burgemeester van Vlaardinger-Ambacht (1867-1903) |
| 1882 - 1889            | A. van Baak                                 |                    | later burgemeester van Oud-Beijerland |
| 1889 - 1895            | Suffridus Ypeij                             |                    | |
| augustus-november 1895 | jhr. François Gerard Abraham Gevers Deynoot |                    | |
| december 1895-1907     | Louis Mazel (1868-1924)                     |                    | |
| 1907 - 1934            | J.L. Verveen                                |                    | |
| 1934 - 1941            | Johan Jurriën van der Lip                   |                    | |